# Tadas Sedekerskis
Tadas Sedekerskis (Klaipėda, 17 de janeiro de 1998) é um basquetebolista profissional lituano que atualmente joga na Liga ACB e Euroliga pelo Baskonia, cedido ao San Pablo Burgos O atleta possui 2,00m e atua na posição ala. 

## Ligações Externas
- Tadas Sedekerskis no X